# Heloha Fluctus
L'Heloha Fluctus è una struttura geologica della superficie di Venere.